# Linia kolejowa Silberhausen – Hüpstedt
Linia kolejowa Silberhausen – Hüpstedt – dawna lokalna jednotorowa i niezelektryfikowana linia kolejowa w kraju związkowym Turyngia, w Niemczech. Łączyła miejscowości Silberhausen i Hüpstedt.